# RTP2
RTP 2 est la deuxième chaîne de télévision, parmi les quatre chaînes nationales. C'est une chaîne publique portugaise faisant partie de la Radio-télévision du Portugal. La chaîne est connue pour diffuser des programmes culturels, factuels et pour enfants sans interruption, y compris des documentaires, des concerts, du théâtre et du cinéma indépendant, européen et classique.

## Histoire de la chaîne
Créée le 25 décembre 1968 comme un programme alternatif à RTP 1, elle est gérée de façon autonome à RTP 1 à partir du 16 octobre 1978.
En 1992, RTP 2 devient TV2, puis en 1996 redevient RTP 2.
Le 5 janvier 2004, à la suite d'une réforme voulue par le gouvernement, la chaîne devient 2: ("a dois" - la deux). Elle s'est ouverte à des partenaires civils (associatifs, privés ou publics) pour devenir une chaîne ne diffusant que des programmes culturels ou éducatifs sans aucune coupure publicitaire.
2: avait en 2005 une audience nationale de 5 % à 7 %.
Depuis le 19 mars 2007, 2: est redevenue RTP 2. En juin 2008, son audience était de 5,6 %, mais actuellement elle stagne autour de 3 % en moyenne[source secondaire souhaitée].

## Programmation
La programmation de la RTP2 sont axés sur des contenus de qualité reconnus au niveau international, des programmes institutionnels nationaux et européens, du cinéma, des documentaires, du théâtre et de la musique classique, mais aussi des séries américaines et des émissions pour enfants.
La chaîne diffuse aussi des séries françaises de Canal+ comme Engrenages, ou encore récemment La Flamme.

### Information
- Euronews*
- Jornal 2

*Les premières heures de la matinée sont couvertes par les informations d'Euronews (émission en simultanée)

### Séries télévisées
- 24 (24 heures chrono)
- Os Simpson (Les Simpson)
- Family Guy (Les Griffin)
- Rato Mico (Rat-Man)
- Serviço de Urgência (Urgences)
- Dois Homens e Meio (Mon oncle Charlie)
- Sete Palmos de Terra (Six Feet Under)
- Todos Contra o Chris (Tout le monde déteste Chris)
- A teoria do Big Bang (The Big Bang Theory)
- Friends
- Rockfeller 30 (30 Rock)
- Mad Men
- Dexter
- Anatomia de Grey (Grey's Anatomy)
- Erva (Weeds)
- Chuck
- Supernatural
- Fringe
- O Mentalista (The Mentalist)
- Clínica Privada (Private Practice)
- A Pequena Grã-Bretanha (Little Britain)
- Sankt Maik (série allemande)
- Um Crime, Um Castigo (Engrenages)
- A Chama (La Flemme)

### Sport
- Futsal
- Handball
- Hockey sur glace

## Identité visuelle

### Logos

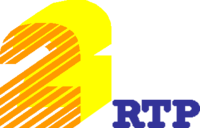
Logo de RTP2 du 21 octobre 1982 à mai 1983
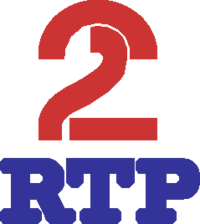
Logo de RTP2 en 1985
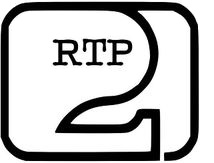
Logo de RTP2 du 13 octobre 1986 au 1er décembre 1988
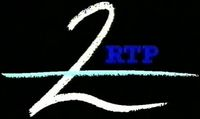
Logo de RTP2 entre le 17 septembre 1990 et le 13 septembre 1992
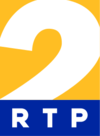
Logo de RTP2 entre le 22 avril 1996 et le 11 octobre 1998
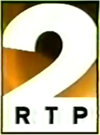
Logo de RTP2 entre le 12 octobre 1998 et janvier 2002
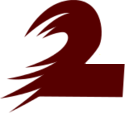
Logo de RTP2 entre janvier 2002 et le 5 janvier 2004
Logo de 2: du 5 janvier 2004 à 2007.
Logo de RTP2 de 2007 à 2016.
Logo de RTP 2 depuis mai 2016.

## RTP2 HD
Depuis 2019, RTP2 diffuse ses programmes entièrement en haute définition.
La chaîne RTP2 HD est disponible chez tous les opérateurs nationaux sur le territoire portugais.